# Maria Lluïsa Canut Ruiz
Maria Lluïsa Canut Ruiz   (Maó, 26 de maig de 1924 - agost 2005) fou una investigadora en ciències físiques reconeguda a nivell espanyol i dels EUA.

## Biografia
Neix a Maó l'any 1924, filla de filla de Federico Canut Clavé, un comerciant del carrer Nou, i Francisca Ruiz Ponsetí.
Comença a estudiar a Maó i després, al 1955, obté la llicenciatura i el doctorat en Ciències Físiques per la Universitat de Barcelona. Fou col·laboradora, investigadora i professora d'investigació al Consell Superior d'Investigacions Científiques (CSIC) i fou catedràtica de la School of Engineering and Technology de la Southern Illinois University (Illinois, Estats Units) i Program Manager del US-Spain & Latin America Cooperative Program a la National Science Foundation a Washington DC (Estats Units).
En tornar a Espanya fou directora del Programa d'Administració, Cooperació Educativa, Cultural i d'Investigació entre Espanya i els EUA, de la Secretaria General Tècnica del MEC, i directora del Gabinet del Banc de Dades de la Secretaria General del CSIC. Igualment fou una de les fundadores de l'Institut Menorquí d'Estudis (IME). Conjuntament amb el seu marit, el també doctor José Luís Amorós Pórtoles, obtingué el Premi Francisco Franco de Ciències el 1963, pel seu treball d'investigació La difracción difusa de los cristales moleculares i la Research Recognition Award el 1968 del Southern Illinois University Graduate Council.
Com a professora, Canut participà en una reclamació judicial contra les universitats nord-americanes per obtenir el pagament de la diferència de salari que percebien les professores universitàries respecte dels seus companys professors, contra el que preveia una llei aprovada anys abans. Les professores universitàries van guanyar el plet, i les universitats van haver d'abonar la diferència de salari dels anys transcorreguts des que s'havia aprovat la llei al mateix temps que els igualaven.
Dins del cicle de conferències realitzat al Palau de la Virreina de Barcelona l'abril-maig de 1999 al voltant de l'exposició «Seneca Falls: un segle i mig de Moviment Internacional de Dones», la doctora Canut va participar-hi amb una conferència titulada Una feminista en la universidad norteamericana en los 70, en la qual es relata l'evolució del moviment feminista universitari a partir de la seva aparició a la Southern Illinois University.
Morí el mes d'agost de l'any 2005.